# خطة الملك حسين حول الفدرالية

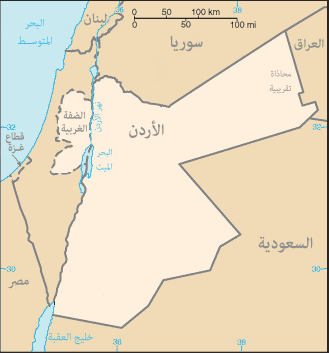

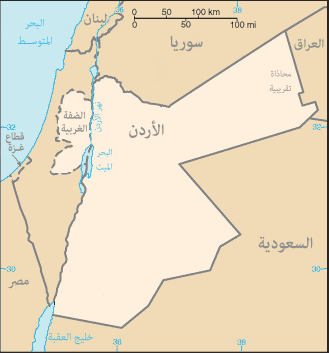

كانت خطة الملك حسين حول الفدرالية برنامجاً سياسياً اقترحه ملك الأردن الحسين بن طلال خلال خطاب له أمام البرلمان في 15 مارس 1972 وكان يهدف إلى إقامة اتحاد فدرالي بين الأردن وفلسطين تحت اسم «المملكة العربية المتحدة» بشرط أن تتنازل إسرائيل عن السيطرة على القدس الشرقية لصالح الاتحاد الفدرالي بين الأردن وفلسطين من أجل أن تصبح عاصمة القطر الفلسطيني. رفض الاقتراح من قبل معظم الأطراف المعنية فور إعلانه.

## نظرة عامة
في 15 مارس 1972، كشف الملك حسين ملك الأردن عن خطته لـ«المملكة العربية المتحدة» التي ستكون اتحادا يتألف من منطقتين اتحاديتين - المملكة الأردنية الهاشمية ومقاطعة اتحادية فلسطينية تقع في منطقة الضفة الغربية التي كانت تحت السيطرة الأردنية بين عامي 1948 و1967، والتي ستكون القدس الشرقية عاصمة لها. ووفقا للاقتراح، ستكون مقاطعتي الاتحاد مستقلتين ذاتيا، باستثناء الشؤون العسكرية، والشؤون الخارجية، وشؤون الأمن التي تديرها حكومة مركزية موجودة في عمان.
ومع ذلك، فإن الملك حسين اشترط إنشاء المملكة العربية المتحدة في التوصل إلى اتفاق سلام بين إسرائيل والأردن.
تم استبعاد اقتراح الملك حسين بعد رفضه من قبل منظمة التحرير الفلسطينية وإسرائيل والدول العربية الأخرى التي عارضت بشدة الخطة.

## ردود الفعل

### الفلسطينيين
في نظر منظمة التحرير الفلسطينية، كان من شأن تنفيذ الخطة أن يعني إنهاء الكفاح الفلسطيني وإنكار أهدافها. وأعربت عن معارضتها القوية في بيان أصدرته اللجنة التنفيذية التابعة لمنظمة التحرير الفلسطينية، الذي اجتمعت فورا بعد الإعلان عن الخطة:
| « | يمكن لشعب فلسطين وحده، وفي جو الحرية اللازم، أن يقرر مستقبله ومستقبل قضيته... والآن يقوم الملك بالكشف عن نفسه وتواطؤه بالإعلان، وإن كان بكلمات مختلفة، عن ميلاد هذا "الكيان الصغير"، وكثيرا ما يتفاوض مع إسرائيل، بأنه ينبغي أن يكون شريكا فيها، مقابل تنازلات في القدس و‌المثلث فيما يتعلق بالسيادة الحقيقية، وبالطبع، بالاعتراف والسلام مع إسرائيل، وإنشاء جسر يمكن أن تعبره إلى جميع أجزاء الوطن العربي. | » |

ودعا المجلس الوطني الفلسطيني كذلك إلى إسقاط الملك حسين «[يجب علينا] أن ننخرط في نضال من أجل تحرير الأردن من النظام الملكي الذي يمثل قناع للسيطرة الصهيونية الفعلية على الضفة الشرقية ويعمل بوصفه حارس مأجور للاحتلال الصهيوني لفلسطين».

### إسرائيل
كان رد إسرائيل فوريا وسلبيا. وفي اليوم نفسه الذي أذيع فيه إعلان حسين، نفى المتحدث باسم رئيس الوزراء الإسرائيلي، غولدا مائير، ضلوع إسرائيل في الخطة، ووصفتها بأنها «تنكر قضية السلام» وأنها «تخلق عقبات على طريق تحقيق هذا الهدف». وزير الدفاع الإسرائيلي موشيه دايان رفض الإعلان بانه «مجرد كلمات لا تفتح الطريق إلى أي اتفاق أو حل».
وفي اليوم التالي، أدلت غولدا مائير ببيان أمام الكنيست حيث نوقشت الخطة وصدر قرار. ورفض قرار الكنيست هذه الخطة، قائلا:
| « | الكنيست قد احاطت علما على النحو الواجب تصريح رئيس الوزراء 16 مارس 1972 بشان الخطاب الذى أدلى به العاهل الأردني في 11 مارس 1972. وقد قرر الكنيست أن الحق التاريخي للشعب اليهودي في أرض إسرائيل يتجاوز التحدي. | » |

### الدول العربية
كان رد فعل العالم العربي إزاء اقتراح الملك حسين عدائياً. معظم الدول العربية رفضت هذه الفكرة تماماً، مشيرة إلى أنها تعتزم بالتنسيق مع الولايات المتحدة وإسرائيل إلى تقويض مصالح الفلسطينيين. كما رأوا أن الخطة تمثل محاولة من جانب حسين للتوقيع على اتفاق سلام أردني من جانب واحد مع إسرائيل، بمعزل عن الدول العربية الأخرى.
لقد كانت مصر وسوريا وليبيا من أشد المنتقدين، وذهبت مصر إلى حد قطع العلاقات الدبلوماسية مع الأردن في 6 أبريل 1972. أدان رئيس الجمهورية العراقية، أحمد حسن البكر، الخطة وأعلن أن «جماهير العالم العربي تتطلع إلينا جميعا من أجل اتخاذ إجراءات موحدة ضد الخطة الرجعية للاستسلام إلى العدو الصهيوني». واقترح البكر إنشاء اتحاد للجمهوريات العربية بدلا من ذلك.
بعض الدول العربية، بما فيها السعودية والكويت، لم تخرج على الفور ضد هذا الاقتراح، بيد أن رفضها من قبل العالم العربي يكاد يكون شبه شامل بمرور الوقت.

## وصلات خارجية
- خطاب الملك حسين إلى الشعب حول مشروع إقامة المملكة العربية المتحدة – النص الأصلي الكامل للاقتراح (بالعربية)